# El apartamento (película de 2023)
El apartamento es una película de terror paraguaya de 2023 escrita, dirigida, coproducida y editada por Michael Kovich Jr. Protagonizada por Bruno Sosa y Andrea Quattrocchi acompañados de Fernando Abadie, Roberto Cardozo y Clotilde Cabral. Se trata de un hombre que se despierta y no recuerda sus últimos días en su propio apartamento cuya puerta está cubierta de cadenas y candados. Se estrenó el 3 de agosto de 2023 en cines paraguayos.

## Sinopsis
Un hombre despierta desorientado, con pocos recuerdos de sus últimos días en su propio apartamento; pronto encuentra su puerta cubierta de cadenas y candados. Después de varios intentos de luchar, se da cuenta de que está atrapado y no tiene salida. Mientras el hombre intenta escapar, misteriosamente encuentra rastros de un pasado oscuro que no quiere afrontar.

## Reparto
- Bruno Sosa como él mismo
- Andrea Quattrocchi como ella misma
- Fernando Abadie como el conserje
- Roberto Cardozo como el gubernamental
- Clotilde Cabral como la vecina

## Producción

### Rodaje
El rodaje comenzó el 11-12 de diciembre de 2020 y finalizó 10 a 11 días después en Asunción, Paraguay.